# Amidofosforribosiltransferase
Amidofosforribosiltransferase (ATase), também conhecida como glutamina fosforribosilpirofosfato amidotransferase (GPAT), é uma enzima responsável por catalisar a conversão de 5-fosforribosil-1-pirofosfato (PRPP) em 5-fosforribosil-1-amina (PRA), usando o grupo amina de uma cadeia lateral glutamina. Este é o passo envolvido na síntese de novo purina. Em humanos é codificado pelo gene PPAT (fosforribosil pirofosfato amidotransferase). ATase é um membro da família purina/pirimidina fosforribosiltransferase.

## Estrutura e função
A enzima consiste em dois domínios: um domínio de glutaminase que produz amônia a partir de glutamina por hidrólise e um domínio de fosforibosiltransferase que liga a amônia à ribose-5-fosfato. A coordenação entre os dois sítios ativos da enzima confere uma complexidade especial.
O domínio glutaminase é homólogo a outras hidrolases de nucleófilo N-terminal (Ntn) tais como carbamoil fosfato sintetase (CPSase). Nove resíduos invariáveis entre as sequências de todos as Ntn amidotransferases desempenham papéis catalíticos chave, ligação de substrato ou papéis estruturais. Um resíduo cisteína terminal atua como o nucleófilo na primeira parte da reação, análogo à cisteína de uma tríade catalítica. O terminal N livre atua como base para ativar o nucleófilo e protonar o grupo de saída na reação hidrolítica, neste caso a amônia. Outro aspecto chave do sítio catalítico é um buraco de oxiânion que catalisa o intermediário da reação, como mostrado no mecanismo abaixo.
O domínio PRTase é homóloga a muitas outras PRTases envolvidas na síntese de nucleotídeos de purina e rotas de salvamento (resgate). Todas as PRTases envolvidas o deslocamento do pirofosfato PRPP por uma variedade de nucleófilos. ATase é a única PRTase que tem amônia como um nucleófilo.  Pirofosfato do PRPP é um excelente grupo lábil, portanto, pouca assistência química é necessária para promover a catálise. Em vez disso, a função primária da enzima parece ser reunir os reagentes adequadamente e prevenir a reação errada, como hidrólise.
Além de terem suas respectivas habilidades catalíticas, os dois domínios também se coordenam para garantir que toda a amônia produzida a partir da glutamina seja transferida para PRPP e nenhum outro nucleófilo além da amônia que ataque PRPP. Isso é conseguido principalmente bloqueando a formação de amônia até que o PRPP seja ligado e canalizado a amônia para o sítio ativo da PRTase.
Ativação inicial da enzima por PRPP é causada por uma mudança conformacional em um "laço de glutamina", que se reposiciona para ser capaz de aceitar a glutamina. Isso resulta em um aumento de 200 vezes do valor de Km para a ligação de glutamina  Uma vez que a glutamina se liga ao sítio ativo, outras mudanças conformacionais trazem o sítio para dentro da enzima, tornando-a inacessível. 
Essas mudanças conformacionais também resultam na formação de um canal de amônia de medida de 20 Å, uma das características mais marcantes desta enzima. Este canal não possui locais de ligação de hidrogênio, para garantir a fácil difusão da amônia de um local ativo para o outro. Este canal garante que a amônia liberada da glutamina atinja o sítio catalítico da PRTase, e difere do canal na CPSase no qual é hidrofóbico em vez de polar, e transitório em vez de permanente.

## Mecanismo de reação
A reação global catalisada pela ATase é a seguinte:
PRPP + 
glutamina → 
PRA + 
glutamato + PPi
Dentro da enzima, a reação é dividida em duas semi-reações que ocorrem em diferentes sítios ativos:
1. 
glutamina → 
NH3 + 
glutamato
2. 
PRPP + 
NH3 → 
PRA + PPi
A primeira parte do mecanismo ocorre no sítio ativo do domínio glutaminase e libera um grupo amônia da glutamina por hidrólise. A amônia liberada pela primeira reação é então transferida para o sítio ativo do domínio fosforibosiltransferase via um canal de 20 Å, onde então se liga ao PRPP para formar PRA.

## Regulação
Num exemplo de inibição de feedback, ATase é inibida principalmente pelos produtos finais da via de síntese de purinas, AMP, GMP, ADP e GDP. Cada subunidade enzimática do homotetrâmero possui dois sítios de ligação para esses inibidores. O sítio alostérico (A) se sobrepõe ao sítio da ribose-5-fosfato de PRPP, enquanto o sítio catalítico (C) se sobrepõe ao sítio do pirofosfato de PRPP. A ligação de pares de nucleotídeos específicos aos dois sítios resulta em inibição sinérgica mais forte do que a inibição aditiva.  A inibição ocorre por meio de uma mudança estrutural na enzima, onde a alça flexível de glutamina fica travada em uma posição aberta, impedindo a ligação de PRPP.
Devido à labilidade química da PRA, que tem uma meia-vida de 38 segundos em pH 7,5 e 37 °C, pesquisadores sugeriram que o composto é canalizado de amidofosforribosiltransferase a GAR sintetase in vivo.